# (5785) Fulton
(5785) Fulton est un astéroïde de la ceinture principale.

## Description
(5785) Fulton est un astéroïde de la ceinture principale. Il fut découvert le 17 mars 1991 à l'Observatoire Palomar par Eleanor Francis Helin. Il présente une orbite caractérisée par un demi-grand axe de 2,59 UA, une excentricité de 0,11 et une inclinaison de 12,7° par rapport à l'écliptique.

## Compléments